# Luxemburgischer Eishockeypokal 2013/14
Die Saison 2013/14 war die fünfzehnte Austragung des luxemburgischen Eishockeypokals und die vierte Saison unter dem Namen Alter Domus Cup. Pokalsieger wurde erneut HC Tornado Luxembourg.

## Modus
In einer gemeinsamen Gruppenphase absolvierten die vier Mannschaften zwischen November 2011 und März 2012 eine Einfachrunde. Die beiden Erstplatzierten qualifizierten sich für das Pokalfinale. Für einen Sieg nach regulärer Spielzeit erhielt jede Mannschaft drei Punkte, bei einem Sieg nach Shootout gab es zwei Punkte, bei einer Niederlage nach Shootout gab es ein Punkt und bei einer Niederlage nach regulärer Spielzeit null Punkte.

## Teilnehmende Mannschaften
- Tornado Luxembourg
- Puckers Luxembourg
- IHC Beaufort
- Luxembourg Huskies
- Beaufort Vikings

## Tabelle
|    | Klub                  | Sp | S | SOS | SON | N | Tore  | Punkte |
| -- | --------------------- | -- | - | --- | --- | - | ----- | ------ |
| 1. | Tornado Luxembourg    | 6  | 4 | 1   | 0   | 1 | 51:18 | 14     |
| 2. | Lokomotive Luxembourg | 6  | 4 | 0   | 1   | 1 | 46:14 | 13     |
| 3. | Puckers Luxembourg    | 6  | 2 | 0   | 0   | 4 | 16:42 | 6      |
| 4. | IHC Beaufort          | 6  | 1 | 0   | 0   | 5 | 11:39 | 3      |

Sp = Spiele, S = Siege, N = Niederlagen, SOS = Shootout-Sieg, SON = Shootout-Niederlage 

## Playoffs

### Spiel um Platz 3
- IHC Beaufort – Puckers Luxembourg 8:2

### Finale
- Lokomotive Luxembourg – Tornado Luxembourg 5:2